# Edwin Justus Mayer
Edwin Justus Mayer (* 8. November 1896 in New York; † 11. September 1960 ebenda) war ein US-amerikanischer Drehbuchautor und Komödienspezialist.

## Die frühen Jahre
Der Nachkomme böhmischer Einwanderer – der Vater Paul Mayer kam aus Karlsbad – begann nach seinem Schulabschluss im Büro zu arbeiten, ehe er sich der schreibenden Tätigkeit zuwandte. Zunächst betätigte er sich als Zeitungsreporter. Von Ende März bis Mitte Juli 1924 hielt sich Mayer in Europa auf, wo er eine Reihe von Ländern bereiste und auch auf den Spuren seiner Vorfahren in Deutschland und Österreich wandelte. Wieder zurück in New York, begann Mayer Bühnenstücke zu schreiben, die später auch am Broadway aufgeführt werden sollten: The Firebrand (1924, verfilmt zehn Jahre später als The Affairs of Cellini), Children of Darkness (1930 und 1958), The Firebrand of Florence (1945, Musical mit Musik von Kurt Weill und Liedtexten von Ira Gershwin nach Mayers Stück von 1924) und The Last Love of Don Juan (1955).

## Beim Film
Bereits Ende der 1920er Jahre knüpfte er erste Kontakte nach Hollywood, als ihn der Produzent Samuel Goldwyn als seinen Pressevertreter verpflichtete. Noch zu Stummfilmzeiten ließ man Mayer nebenbei Filmtitel (wie etwa zu The Devil Dancer und Our Blushing Brides) schreiben, später auch die Dialoge. Kurz vor Anbruch des Tonfilm-Zeitalters durfte er sich erstmals als Drehbuchautor versuchen. Mayers Spezialität wurde die federleichte Komödie, das neckische Lustspiel und die elegante Romanze. In diesen Genres brachte er es zu Meisterschaft im Zusammenspiel mit Ernst Lubitsch, für den er die Manuskripte zu Perlen zum Glück (unter Lubitschs Oberleitung entstanden), Sein oder Nichtsein und Skandal bei Hofe verfasste. 
Bei Mitchell Leisens turbulenter sophisticated comedy Midnight – Enthüllung um Mitternacht, einem Meisterwerk dieses Genres, beteiligte er sich 1938 an der Storyvorlage. Im selben Jahr war er außerdem einer der zahlreichen, ungenannt gebliebenen Autoren, die am Filmklassiker Vom Winde verweht mitarbeiteten. Meist kooperierte Mayer, ein Dialog-Spezialist, bei der Erstellung seiner Manuskripte mit Kollegen.
Sein Sohn war der Filmproduzent und Drehbuchautor Paul Avila Mayer und seine Enkelin ist die Regisseurin Daisy von Scherler Mayer.

## Filmografie (Auswahl)
Drehbuch
- 1928: Not so Dumb
- 1929: The Unholy Night
- 1930: In Gay Madrid
- 1930: Jenseits des Lebens (Redemption)
- 1930: Romanze (Romance)
- 1931: Never the Twain Shall Meet
- 1931: Der Magier von Paris (The Phantom of Paris)
- 1932: Joan und Jerry (Merrily We Go to Hell)
- 1932: Wild Girl
- 1932: Aufruhr in Utopia (Tonight is Ours)
- 1933: Ich bin Susanne (I Am Suzanne!)
- 1934: Prinzessin für 30 Tage (Thirty-Day Princess)
- 1934: Die Großfürstin und der Kellner (Here is My Heart)
- 1935: Die Farm am Mississippi (So Red the Rose)
- 1935: Schenk uns die Nacht (Give Us This Night)
- 1935: Perlen zum Glück
- 1936: Till We Meet Again
- 1938: Der Freibeuter von Louisiana (The Buccaneer)
- 1938: Exile Express
- 1939: Rio
- 1941: Fluchtweg unbekannt (They Met in Bombay)
- 1941: Sein oder Nichtsein
- 1944: Skandal bei Hofe (A Royal Scandal)